# Bura, Tana River

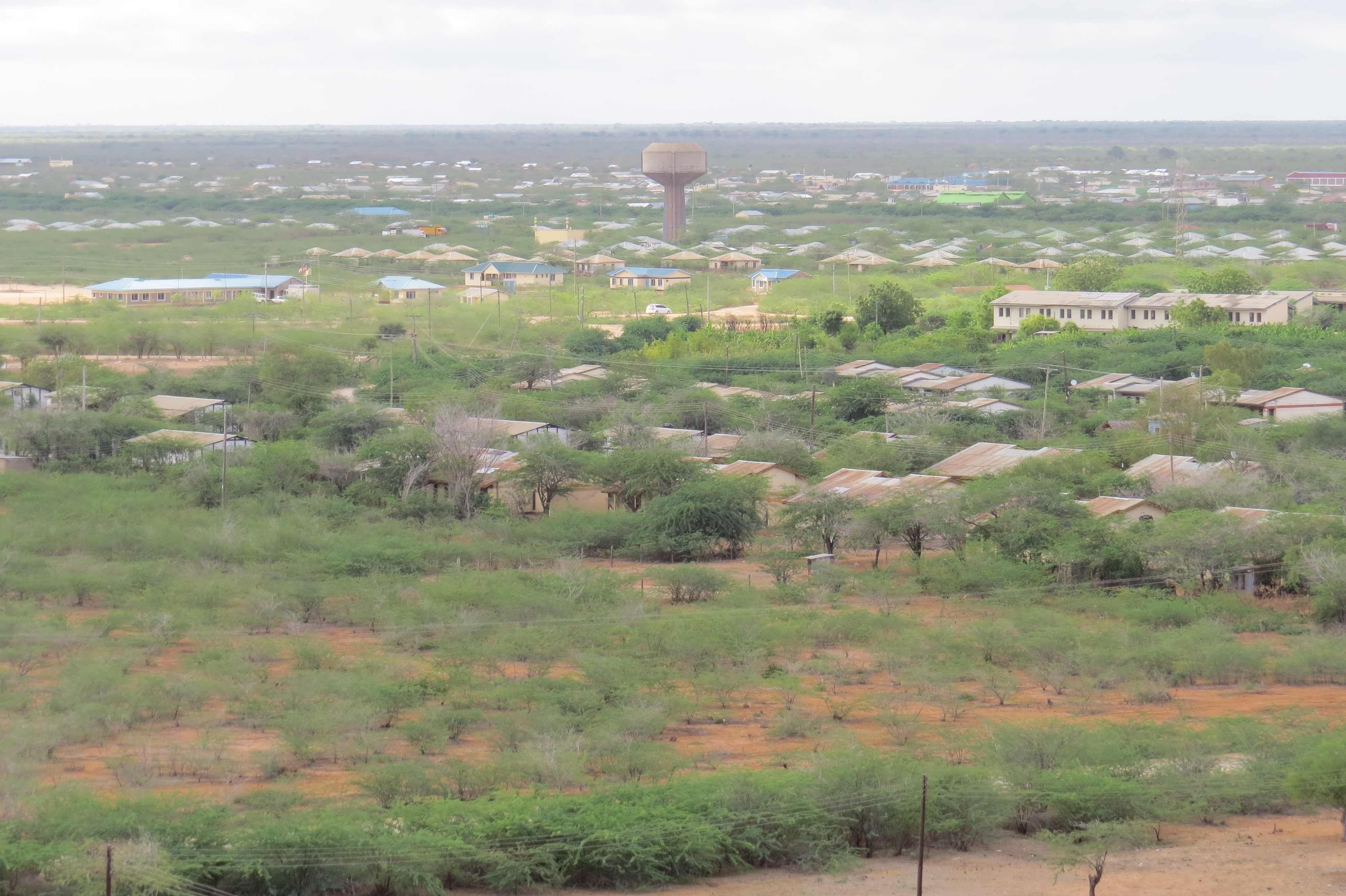
Bura, Tana River

Bura är en ort i distriktet Tana River i provinsen Kustprovinsen i Kenya.